# Lactarius vinaceorufescens
Espèce
Lactarius vinaceorufescens, le Lactaire à lait jaune, est une espèce de champignons basidiomycètes de la famille des Russulaceae. Il provient d'Amérique du Nord, et a été introduit en Europe par inadvertance.
 Il s'agit d'un champignon vénéneux dont la consommation est fortement déconseillée.

## Liste des variétés
Selon MycoBank (16 janvier 2023) :
- Lactarius vinaceorufescens var. fallax Hesler & A.H. Sm., 1960
- Lactarius vinaceorufescens var. vinaceorufescens A.H. Sm., 1960

## Description
- Chapeau d'un diamètre de 4 à 12 cm, convexe puis étalé et légèrement déprimé, orangé, couvert d'une pruine blanchâtre par temps sec.
- Lames serrées, inégales, fourchues, orangées, sporée jaune pâle.
- Pied de 4 à 7 cm, farci puis creux, de la couleur des lames et couvert de scrobicules plus foncés.
- Chair cassante, blanchâtre, à l'odeur aigre ; latex assez abondant, blanchâtre.

## Publication originale
- (en) L. R. Hesler et Alexander H. Smith, « Studies on Lactarius-II the North American Species of Sections Scrobiculus, Crocei, Theiogali and Vellus », Brittonia, Springer Science+Business Media, vol. 12, no 4,‎ 15 octobre 1960, p. 306 (ISSN 0007-196X et 1938-436X, DOI 10.2307/2805123, JSTOR 2805123).